# Club Deportivo Magallanes
Il Club Deportivo Magallanes è una società calcistica cilena, con sede a Santiago. Milita nella Campeonato Nacional de Primera B del Fútbol Profesional Chileno.

## Storia
Fondato nel 1897, ha vinto quattro titoli nazionali, di cui tre consecutivi tra il 1933 e il 1935. L'ultimo successo avvenne nel 1938.

## Palmarès

### Competizioni nazionali
- Campionato cileno: 4

1933, 1934, 1935, 1938
- Copa Chile: 1

2022
- Supercopa de Chile: 1

2023
- Primera B: 1

2022

### Altri piazzamenti
- Campionato cileno:

Secondo posto: 1936, 1937, 1942, 1946
- Copa Chile:

Finalista: 2011, 2023
Semifinalista: 2024
- Primera B:

Secondo posto: 1979, 2024

## Rosa 2023
| N. |                      | Ruolo | Calciatore          |
| -- | -------------------- | ----- | ------------------- |
| 1  | Uruguay (bandiera)   | P     | Gastón Rodríguez    |
| 2  | Argentina (bandiera) | D     | Fernando Piñero     |
| 3  | Cile (bandiera)      | D     | Albert Acevedo      |
| 4  | Cile (bandiera)      | D     | Matías Vásquez      |
| 5  | Cile (bandiera)      | D     | Christian Vilches   |
| 6  | Cile (bandiera)      | D     | Nicolás Berardo     |
| 7  | Cile (bandiera)      | A     | Julián Alfaro       |
| 8  | Cile (bandiera)      | A     | Manuel Vicuña       |
| 9  | Argentina (bandiera) | A     | Joaquín Larrivey    |
| 10 | Cile (bandiera)      | C     | Tomás Aránguiz      |
| 11 | Colombia (bandiera)  | A     | Yorman Zapata       |
| 12 | Cile (bandiera)      | P     | Martín Riffo        |
| 14 | Cile (bandiera)      | A     | Martín Arenas       |
| 16 | Cile (bandiera)      | A     | Cristián Valenzuela |
| 17 | Cile (bandiera)      | C     | Mirko Serrano       |
| 18 | Cile (bandiera)      | C     | Mikel Arguinarena   |

| N. |                      | Ruolo | Calciatore          |
| -- | -------------------- | ----- | ------------------- |
| 19 | Cile (bandiera)      | D     | Tomás Aránguiz      |
| 20 | Cile (bandiera)      | P     | Sebastián Parraguez |
| 21 | Cile (bandiera)      | A     | César Pérez         |
| 22 | Cile (bandiera)      | C     | Thomas Jones        |
| 23 | Cile (bandiera)      | A     | Julián Alfaro       |
| 24 | Cile (bandiera)      | D     | Pablo Sanhueza      |
| 25 | Cile (bandiera)      | P     | Gonzalo Mall        |
| 26 | Cile (bandiera)      | C     | José Martínez       |
| 27 | Cile (bandiera)      | A     | Richard Barroilhet  |
| 29 | Cile (bandiera)      | C     | Felipe Espinoza     |
| 30 | Cile (bandiera)      | D     | Andrés Reyes        |
| 31 | Cile (bandiera)      | D     | Francisco Ugarte    |
| 32 | Argentina (bandiera) | C     | Daniel Dip          |